# Spermophagus bimaculatus
Spermophagus bimaculatus is een keversoort uit de familie bladkevers (Chrysomelidae). De wetenschappelijke naam van de soort werd in 1911 gepubliceerd door Maurice Pic.